# Yoldia sapotilla
Yoldia sapotilla är en musselart som först beskrevs av Gould 1841.  Yoldia sapotilla ingår i släktet Yoldia och familjen Yoldiidae. Inga underarter finns listade i Catalogue of Life.